# Euphyia albisecta
Euphyia albisecta là một loài bướm đêm trong họ Geometridae.